# Antero Bendito

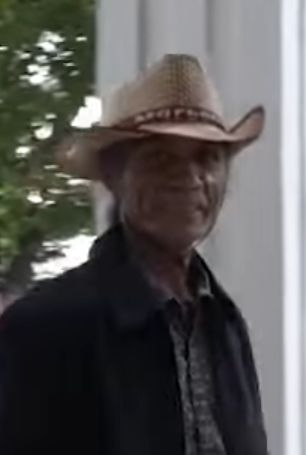
Antero Bendito da Silva (2022)

Antero Bendito da Silva (* 30. April 1968) ist ein osttimoresischer Unabhängigkeitsaktivist, Sozialwissenschaftler, Hochschullehrer, und Politiker.
Bendito ist Professor an der Universidade Nasionál Timór Lorosa’e (UNTL) und dort Direktor im Peace and Conflict Studies Center.

## Werdegang
Bendito gehörte zur 1985 gegründeten HPPMAI, einer kleinen Jugend-Widerstandsorganisation, bei der auch Gregório Saldanha und Vasco da Gama Mitglied waren.
Am 8. Juni 1998 gründeten Studenten in Folge des Sturzes des indonesischen Diktators Suharto in Dili den East Timor Students’ Solidarity Council (ETSSC). Bendito, damals Student an der Universitas Timor Timur (UNTIM), wie die UNTL damals hieß, wurde zum Chef des Rates gewählt. Von Juni bis September 1998 organisierte der ETSSC Demonstrationen mit der Forderung nach einem Unabhängigkeitsreferendum für das seit 1975 besetzte Osttimor. 1999 erhielten Bendito und der ETSSC den norwegischen Student Peace Prize. Später musste Bendito vor der Gewalt der pro-indonesischen Milizen aus Osttimor fliehen. Er studierte in Irland und an der australischen University of New England.
2022 kündigte Bendito an, er wolle bei den Präsidentschaftswahlen am 19. März antreten. Bendito schied in der ersten Runde der Wahlen aus. Er hatte nur 1.562 Stimmen (0,2 %) erhalten.